# Людовик VI
Людовик VI Толстый (фр. Louis VI Le Gros, l’Eveillé или le Batailleur; 1 декабря 1081, Париж, Франция — 1 августа 1137, Франция) — король Франции (1108—1137), пятый из династии Капетингов. Сын короля Филиппа I и Берты Голландской. При Людовике началось усиление королевской власти во Франции: он добился внутреннего единства королевского домена, заложив таким образом базу для объединения страны его потомками.

## Биография

### Происхождение и юность
Людовик, родившийся 1 декабря 1081 года и крещённый под именами Людовик Теобальд (Луи-Тибо), был старшим из четырёх сыновей короля Франции Филиппа I и его первой жены Берты Голландской и единственным, кто дожил до взрослых лет.
Он стал первым Капетингом и даже первым среди представителей французского высшего сословия, кто получил одно из традиционных для Меровингов и Каролингов имён.
Воспитание Людовик получил в монастыре Сен-Дени, где в течение нескольких месяцев его товарищем по учёбе был Сугерий. Уже в 1092 году король забрал 11-летнего принца из аббатства и передал его новому наставнику — рыцарю Герлуину Парижскому. В том же году Людовик получил от отца в лен земли на границе с Нормандией — графство Вексен с городами Понтуаз и Мант, которые он должен был защищать от агрессии со стороны нормандцев. С этого момента Людовик пребывал главным образом в своих владениях.
В 1097 году Людовик был посвящён в рыцари графом Понтье. Вскоре Вильгельм Рыжий, сосредоточивший в своих руках управление Англией и Нормандией благодаря участию его старшего брата в крестовом походе, объявил о своих притязаниях на Понтуаз, Мант и Шомон. Филипп I отказался их отдать, и началась война, продолжавшаяся около полутора лет (ноябрь 1097 — апрель 1099 гг.). Люди короля оказали Вильгельму энергичное сопротивление и отстояли спорные территории. Источники по-разному оценивают роль в этих событиях принца Людовика: Сугерий утверждает, что он командовал обороной и проявил большую доблесть, Ордерик Виталий — что принц, «нежной юностью удерживаемый, пока ещё был не в состоянии сражаться».
Король Филипп развёлся с матерью Людовика, чтобы жениться на похищенной им у мужа, графа Анжуйского, Бертраде де Монфор, а та видела в пасынке только преграду для возвышения её собственных сыновей. Филипп I всё же объявил Людовика своим соправителем в 1100 году, хотя и без коронации и помазания на царство: он просто представил принца своим приближённым. Тогда Бертрада попыталась избавиться от пасынка:

…Молодой Людовик с позволения отца своего, с немногими, но мудрыми мужами в Англию переправился, и к знаменитому королю Генриху, ко двору его будущий политик-новобранец прибыл. (…) Со своей стороны посланец Бертрады, мачехи его, осторожно за ним последовал и грамотой, печатью Филиппа, короля Франции, скреплённой, снабжён был. (…) В грамоте он [Генрих] прочитал, что Филипп, король Франции, ему поручал, чтобы Людовика, сына его, которого он при дворе принимает, схватил и в тюрьму на все дни его жизни заключил. После того, как абсурдное и невыполнимое повеление из-за женского бесстыдства король французов ему поручил, мудрый скипетроносец с верными баронами искусно обсудил и столь преступное и для короля деяние от себя и от всех своих всячески отклонил.
— Ордерик Виталий XI, 7..
По возвращении Людовика во Францию Бертрада подослала к нему трёх клириков в качестве наёмных убийц, а когда и те не преуспели, попыталась отравить принца. Он три дня находился в критическом состоянии и был спасён только искусным лечением врача-еврея (1101 год). После этого Филипп умолял сына о прощении для Бертрады, и Людовик простил мачеху, но напряжённость между ними сохранилась.
В последующие годы (1101—1105) Людовик получил от своего отца графство Вермандуа. Чтобы нейтрализовать влияние Бертрады, принц женился в 1104 году на Люсьенне де Рошфор. Она принадлежала к одной из самых могущественных семей Иль-де-Франса, и несколько ранее Бертрада добилась помолвки своего сына от короля, Филиппа, с кузиной Люсьенны, а теперь своей женитьбой Людовик лишил мачеху сильного союзника. В дальнейшем он примирился с Бертрадой, передав её сыну графство Мант и сеньорию Меэн в качестве свадебного подарка.
Когда ситуация внутри династии стабилизировалась, Филипп I и Людовик попытались отдалить от власти семейство Монлери-Рошфоров, сосредоточившее в своих руках не только большие владения, но и две главных придворных должности — сенешаля и канцлера (с 1106 года их занимал шурин Людовика Гуго де Креси). В 1107 году короной был организован церковный собор в Труа, который признал брак Людовика и Люсьенны неканоничным из-за близкого родства супругов и расторг его. Это стало поводом к открытой войне, в которой Людовик заставил сдаться принадлежавший Рошфорам замок Гурне и разбил пришедшего на помощь осаждённым Тибо Блуаского. После этого военные действия затихли, но начавшийся таким образом военный конфликт между короной и баронами Иль-де-Франса продолжался с перерывами в течение всего правления Людовика VI.

### Восшествие на престол
Король Филипп умер 29 июля 1108 года. Уже на следующий день он был похоронен в Сен-Бенуа-сюр-Луар, а 3 августа 1108 года Людовика VI короновали в Орлеанском соборе. Церемонию провёл архиепископ Санса Даимберт. Такая спешка и необычный выбор места были вызваны уже начавшимся конфликтом между новым королём и рядом его вассалов. Кроме того, архиепископство Реймсское находилось на тот момент под папским интердиктом из-за соперничества двух претендентов на недавно освободившуюся кафедру, и Людовик чувствовал бы себя в Реймсе слишком уязвимым перед возможным ударом со стороны единокровного брата Филиппа и его союзника, графа Шампани и Блуа Тибо: планы узурпации престола, вероятно, существовали. Вряд ли кто-то из видных вельмож королевства присутствовал на коронации или хотя бы прислал на неё своих представителей. Таким образом, этот момент может считаться временем наименьшей силы королевского авторитета за всю эпоху Капетингов.
Угроза со стороны Филиппа Мантского была нейтрализована не позже, чем к 1109 году: Людовик отобрал у брата все владения, вернув Мант в состав королевского домена. Оставшуюся жизнь Филипп провёл при дворе своих родственников Монфоров.

### Королевство Людовика
Сразу после восшествия на престол Людовик был вынужден бороться за само существование королевской власти. Его непосредственное влияние ограничивалось территориями вокруг Парижа, Орлеана и Санлиса. Далее лежали владения могущественных князей — герцога Нормандского, бывшего одновременно королём Англии, графа Фландрского, герцога Бретонского, графа Анжуйского и др., ограничивавшихся только предельно формальным признанием королевского сюзеренитета.
Но и в Иль-де-Франсе власть короля была условной. Пути сообщения между городами контролировались баронами, которые вели себя, как разбойники, не подчинялись королю и заключали против него союзы друг с другом. Французский медиевист дал следующую характеристику внутриполитической ситуации в королевстве к началу XII века:

От Пиренеев до самой Фландрии образовалось кольцо крупных княжеств вокруг парижской и орлеанской области, пределами которых была ограничена королевская власть. Кроме того, королю приходилось иногда считаться и с менее могущественными соседями, которые, однако, не раз угрожали его безопасности; таковыми были графы Амьена, Вермандуа, Суассона, Корбейля, Мелёна, Санса и т. д. Их графства ещё более сокращали часть территории, составлявшую домен короля, и часто вклинивались в неё. В течение XI века успехи военной архитектуры делали всё более и более опасными этих маленьких графов и даже некоторых ещё менее значительных сеньоров, которые кишели вокруг Парижа. Это было время, когда укреплённые дома с деревянной башней (donjon) сменились крепкими каменными замками. Сидя в них, сеньоры могли держать себя вызывающе по отношению к королю Франции даже в самой середине его домена.
— Ш. Пти-Дютайи. Феодальная монархия во Франции и в Англии X - XIII веков. М., 1938. С.16..
Самой сильной из баронских семей региона был дом Монлери-Рошфор, который, владея рядом крепостей и находясь в центре сети родственных союзов, оказывал важное или даже определяющее влияние на политику короны со времён Филиппа I, а теперь почувствовал угрозу своему положению. Кроме того, своим влиянием выделялись Монфоры, контролировавшие единый территориальный массив на стыке Иль-де-Франса и Нормандии. Амори III де Монфор был родным дядей Филиппа Мантского и поддерживал его притязания на престол наряду с единоутробным братом Филиппа Фульком Анжуйским.

### Борьба с баронами
В течение всего своего правления Людовик Толстый вёл энергичную борьбу с вассалами для защиты королевского права, церкви и общественного порядка, стремясь установить в королевстве порядок и правосудие. В этой борьбе он нередко опирался на города и приходские общины, чрезмерно угнетаемые баронами; это угнетение часто становилось поводом для вмешательства короля. Правда, какую-то определённую политику по отношению к городам Людовик так и не выработал.

#### Рошфоры и де Пюизе
Первым противником Людовика стал Гуго де Креси, брат отвергнутой им Люсьенны. Людовик лишил его должности сенешаля и передал её Ансо де Гарланду, своему стороннику (несмотря на его родство с Рошфорами). В ответ Гуго де Креси заключил союз с Гуго III де Пюизе, и вместе они разграбили земли вокруг Шартра, переданные королём Тибо Блуаскому. В 1109 году Людовик взял Ла-Рош-Гийон, при поддержке Тибо разрушил замок Пюизе, а его владельца взял в плен и заточил в Шато-Ландоне. Для усиления своего контроля над территорией король построил в двух километрах от Пюизе собственный замок — Тури.
Положение обострилось в 1112 году, когда умер без наследников граф Одо де Корбейль. Его графство было маленьким, но занимало крайне важную стратегическую позицию между двумя центрами королевского домена — Парижем и Орлеаном. Людовик присоединил графство к своим владениям как выморочное, но это сделало его врагом Тибо Блуаского, считавшего себя законным наследником. К тому же король неосмотрительно дал свободу Гуго де Пюизе, который тут же заключил с Тибо союз. Когда Людовик двинулся на соединение со своим союзником Робертом Фландрским, Гуго использовал удачный момент, чтобы взять Тури. Король тут же отбил крепость. В решающем сражении, где на его стороне сражался его кузен Рауль I де Вермандуа, а в лагере баронов — Тибо Блуаский, Гуго де Пюизе, Гуго де Креси, Ги II де Рошфор и Рауль де Божанси, Людовик одержал победу. Это имело следствием закрепление Корбейля за короной, новое разрушение замка Пюизе и плен его владельца.
Роберт Фландрский вскоре погиб в бою с блуасцами. Тем не менее Людовик Толстый смог в 1114 году осадить Гуго де Креси и Ги де Рошфора в замке Гурне и принудить их к капитуляции. Это означало конец дома Монлери-Рошфоров. Его владения были разделены между победителями: король забрал себе Монлери, Гометц, Шатофор, передал своему сыну Роберу Гурне-сюр-Марн, Ансо де Гарланду — Рошфор-ан-Ивелин, Шатильонам — Креси. Гуго де Креси был пострижен в монахи в Клюни.
Гуго де Пюизе в 1118 году ещё раз поднял восстание. При осаде его замка погиб сенешаль Ансо де Гарланд; тем не менее Гуго пришлось в очередной раз сдаться и уехать в Палестину. Там он вскоре и умер.

#### Тома де Марль
К северу от королевского домена в начале правления Людовика VI шла борьба между семейством Куси с одной стороны и жителями и епископом Амьена с другой из-за сеньориальных прав на этот город. Король поддерживал амьенцев. Когда один из Куси, Тома де Марль, дал убежище убийцам епископа Лана, Людовик добился его осуждения церковным собором (1114 год). Тома был лишён всех титулов, званий и рыцарской чести. В 1115 году король осадил его в Кастийоне (Амьенский замок), но, добившись капитуляции, ограничился крупным денежным штрафом.
Конфликт снова обострился после смерти отца Тома де Марля Ангеррана I де Куси в 1116 году. Людовик конфисковал принадлежавшее ему графство Амьенское и передал его Адель де Вермандуа, своей тётке. Это стало причиной вражды между Куси и Вермандуа, тянувшейся больше десяти лет.

### Борьба с Англией и Германией
Укрепив свою власть внутри домена, Людовик занял более активную позицию по отношению к соседним крупным феодалам. Главной внешней угрозой для него была Нормандия, которая в 1106 году в результате сражения при Таншбре снова, как при Вильгельме Завоевателе, стала частью единого англо-нормандского государства. Тогда Людовик, бывший ещё только наследником престола, настоял на том, чтобы поддержать победившего при Таншбре Генриха Боклерка, хотя Филипп I предвидел появление осложнений. Закрепив за собой Нормандию, Генрих начал усиливать свои позиции в приграничных районах. В частности, он укрепил Жизорский замок, угрожавший французскому Вексену. Людовик попытался отвоевать крепость (1109 год). В его походе приняли участие графы Блуа, Невера и Фландрии и герцог бургундский; Людовик вызвал Генриха Английского на поединок, но тот воздержался от ответа. Стороны заключили перемирие, но конфликт продолжался в формате «малой войны». В частности, в 1111 году вассал Генриха граф Мёлана предпринял набег на Париж и разрушил королевский дворец. Согласно заключённому мирному договору король Франции отказался не только от своих претензий в приграничных районах, но и от сюзеренитета над Мэном и Бретанью.
Победив своих баронов, Людовик вошёл в состав широкой коалиции противников Генриха Боклерка, в которую входили племянник последнего Вильгельм Клитон (сын и законный наследник потерявшего в 1106 году власть Роберта Нормандского), Бодуэн VII Фландрский, Фульк Анжуйский и ряд нормандских баронов во главе с Амори де Монфором. Открытая война началась в 1118 году. Нормандские мятежники установили контроль над всей восточной частью Нормандии, но английский король смог разбить графа Фландрского и заключить сепаратный мир с Анжу. В следующем году сам Людовик вторгся в нормандский Вексен. Здесь ему сначала сопутствовал успех: он взял крепость Эврё. Но при Бремюле Генрих Боклерк преградил ему путь на Руан и нанёс в скоротечной схватке полное поражение: только обратившись в бегство, Людовик смог избежать плена.
Тогда король Франции попытался взять реванш с помощью церкви. Он обратился к папе римскому за признанием законных прав Вильгельма Клитона на Нормандию. Но папа выступил на стороне английского короля, так что Людовику пришлось временно отказаться от поддержки претендента.
Столкновение с Германией было вызвано тем, что Людовик поддержал избрание на папский престол архиепископа Вьеннского, дяди своей жены, получившего имя Каликст II (1119 год). Соответственно император Генрих V, организовавший избрание антипапы Григория VIII, стал его противником и естественным союзником английского короля, к тому же приходившегося ему тестем. Чтобы ослабить этот союз, в 1123 году Людовик поддержал очередную попытку Вильгельма Клитона стать герцогом Нормандии, но тот опять потерпел поражение.
В следующем году ситуация стала угрожающей: император Генрих собрал большую армию для вторжения в пределы Французского королевства. Людовик призвал к оружию всех своих вассалов и взял знамя святого Дионисия с алтаря в аббатстве Сен-Дени; впечатление от германской угрозы оказалось настолько сильным, что многие крупные феодалы откликнулись на этот призыв — включая даже герцога Аквитанского и старого друга английской короны Тибо Блуаского. Войско, насчитывавшее, по некоторым данным, до 60 тысяч человек, двинулось в Лотарингию. Встретившись с ним под Мецем, Генрих V, не ожидавший такой консолидации, отступил, а Людовик вернулся в Париж как победитель. Это событие стало началом традиции: в течение последующих трёхсот лет французские короли торжественно поднимали орифламму с алтаря перед началом больших походов. В следующем году Генрих V умер, и на этом конфликт между Францией и империей закончился.
Негласное противостояние с англонормандской монархией продолжалось и далее. Поддерживая всех врагов Генриха Боклерка, Людовик, в частности, женил Вильгельма Клитона на сестре своей жены и передал ему Французский Вексен — территорию на самом важном участке границы с Нормандией.

### Овернь и Фландрия
Несмотря на своё поражение в Нормандии, Людовик активно расширял своё влияние в других крупных французских княжествах. В частности, он неоднократно вмешивался в конфликт между графом Овернским Гильомом VI и епископом Клермона на стороне последнего. Граф пытался захватить владения епископа; в 1122 году король Людовик предпринял поход в Овернь и заставил графа вернуть отнятое. Когда Гильом возобновил свои притязания, Людовик снова появился в Оверни с войском (1126 год). Граф попросил помощи у своего сеньора — герцога Аквитанского, — но тот предпочёл не начинать конфликт с королём и стал только посредником при заключении мира, по которому все права клермонского епископа были восстановлены.
В 1127 году появились перспективы для усиления влияния короны в сильном и богатом графстве Фландрском: погиб Карл Добрый, последний представитель основной линии местной династии. Людовик как формальный сюзерен передал права на графство Вильгельму Клитону, чья бабка была дочерью одного из графов. При поддержке французских войск Вильгельм вошёл в Брюгге, где принёс Людовику вассальную присягу. Но появились и другие претенденты — в частности, двоюродный брат Карла Доброго Тьерри Эльзасский, получивший поддержку как английской короны, так и местных купцов, имевших тесные экономические связи с Англией и протестовавших против податей, которыми Вильгельм обложил их, чтобы выплатить Людовику чрезмерно большой рельеф (тысячу фунтов серебром). Во время военных действий Вильгельм Клитон погиб (1128 год). Для Людовика эта смерть означала полное поражение. Он вывел свои войска из Фландрии и, хотя Тьерри принёс ему вассальную присягу в 1132 году, Фландрия осталась абсолютно независимой от короны.

### Восстание Гарланда
Долгое пребывание Людовика во Фландрии привело к возникновению критической ситуации в сердце королевских владений: затяжное скрытое противостояние между королевой и канцлером и сенешалем Стефаном де Гарландом перешло в фазу открытого конфликта.
Стефан де Гарланд был младшим братом сенешаля Ансо де Гарланда. После смерти Ансо и второго брата, Гиойма (1120 год), Стефан занимал два важнейших поста и был самым могущественным человеком при королевском дворе. Столь высокое его положение, привилегии, которыми пользовались другие Гарланды, и явное стремление Стефана передать пост сенешаля по наследству мужу своей племянницы Амори III де Монфору вызывали критику со стороны прочих королевских советников, но Людовик на эту критику не реагировал. Когда король находился во Фландрии, его жена Адель Савойская сочла необходимым принять меры против слишком влиятельного придворного: она изгнала Гарланда из Парижа и начала репрессии против его сторонников в городе (1128 год).
Сенешаль, открыв военные действия против короны, тут же получил поддержку от традиционных противников Людовика Толстого — Генриха Боклерка и Тибо Блуаского. Король Франции совместно с кузеном Раулем де Вермандуа осадил Гарланда в его замке Ливри. В ходе осады граф Вермандуа потерял глаз, а сам король был ранен в ногу; тем не менее Гарланду пришлось покориться. С этого момента он потерял своё влияние при дворе.
В 1130 году поднял восстание ещё один барон — Тома де Марль, которого король пощадил пятнадцатью годами ранее. Мятежник убил Анри де Вермандуа, младшего брата Рауля. Последний с королевскими войсками осадил его в замке Куси; Тома де Марль погиб в бою.

### Последние годы
В конце жизни король Людовик старался подготовить мирный переход власти к следующему поколению своей династии. Для этого он уже в 1129 году короновал старшего из своих сыновей, тринадцатилетнего Филиппа Молодого, как своего соправителя. Это автоматически сделало бы Филиппа королём после смерти отца. Но двумя годами позже Филипп погиб в результате падения с лошади (1131 год). Тогда Людовик забрал из монастыря второго своего сына — тоже Людовика — и короновал его спустя всего двенадцать дней после смерти Филиппа. Провёл обряд коронации и помазания на царство сам папа римский Иннокентий II, бывший в это время в Реймсе.
В 1135 году умер старинный противник Людовика Толстого — Генрих Боклерк. После его смерти в англонормандской монархии начался период нестабильности и войн за престол, но Людовик не смог этим воспользоваться, так как при его жизни английской короной владел племянник Боклерка и брат Тибо Блуаского Стефан.
Важный успех на юге был достигнут благодаря решению герцога аквитанского Гильома X о передаче его дочери и наследницы Элеоноры под королевскую защиту перед отправкой в паломничество в Сантьяго-де-Компостела (начало 1137 года). В этом путешествии герцог Гильом умер. Тогда король на правах опекуна и сюзерена выдал Элеонору за своего сына Людовика; в результате этого брака корона должна была в перспективе получить самое обширное и одно из самых могущественных и богатых княжеств Франции.
Бракосочетание состоялось в Бордо 25 июля 1137 года. В эти же дни Людовик Старший отправился в поход против занимавшегося разбоем феодала из Сен-Бриссон-сюр-Луар. Советники отговаривали его от личного участия в этой акции: 56-летний король давно страдал от излишнего веса, к тому же он был болен дизентерией. В самом начале похода ему стало хуже, и 1 августа 1137 года он умер на привале у крепости Бетизи-Сен-Пьер.

## Значение
Людовик VI относится к числу наиболее значительных представителей династии Капетингов. Подчинив непокорных вассалов в пределах домена и дав отпор внешним врагам, он смог поднять авторитет королевской власти, достигший нижней точки при его предшественниках. Поход Людовика против императора в 1124 году может считаться первым проявлением патриотизма, до этого неизвестного во Франции.
Французская корона при Людовике начинает активнее вмешиваться в дела разных частей страны, в первую очередь — как покровитель церковных институтов. В 1119 году Людовик объявил себя защитником Клюнийского ордена. Увеличивается количество королевских грамот с привилегиями для епископов в разных регионах. «Клирики Руана, Лизьё — в самом центре Нормандии, клирики Бордо уже не остаются равнодушными к власти короля — помазанника Божия. Однако королевское влияние распространяется прежде всего к Востоку и к Югу. Оно начинает ощущаться в Отене, в Лангре, в Маконнэ, викарных епископствах провинции Лиона; оно достигает Клермона, Ле Пюи, Манда, Лодева, Юзеса, Нима, Агда, Нарбонны».

### Король городов
Иль-де-Франс, являвшийся основной сферой королевского влияния в XI—XII веках, стал за время правления Людовика VI одним из самых развитых регионов страны с точки зрения экономики. Благодаря деятельности короля стала безопасной торговля на территории между Парижем, Орлеаном и Реймсом. Наибольшую пользу это принесло городам Иль-де-Франса, в первую очередь Парижу, который при Людовике VI впервые разросся за пределы островов Сите и острова Сен-Луи.
Король Людовик основал в предместьях Парижа аббатства Сен-Виктор (1113 год) и Сен-Лазар (до 1122 года). В окрестностях последнего он организовал ярмарку, усилившую экономическое значение города. Вместо старого римского моста, соединявшего Сите с северным берегом Сены, был построен новый — ближе к королевскому дворцу, названный позже Мостом Менял, а для его защиты воздвигли крепость Шатле. Королева Адель в 1134 году основала женский монастырь на холме Монмартр, а в год смерти короля в Париже поселились тамплиеры.

### Реформатор
При Людовике VI началось создание систем управления государством и правосудия, тесно связанных с личностью короля и активно развивавшихся его преемниками. Поэтому Людовик может считаться отцом французского централизма. Начиная с этого времени бароны королевского домена были вынуждены являться в королевский суд по требованию монарха, что стало началом ограничения феодалов в их правах. Людовик сформировал постоянную свиту из королевских рыцарей и представителей низших и средних слоёв церковной иерархии; эти люди, не отличавшиеся высоким происхождением, связывали своё будущее только со службой королю и могли стать полезны в противостоянии короля знати. Из них Людовик VI впервые сформировал стабильный орган управления в виде Королевского совета, ставшего позже полноценным правительством королевства. Параллельно Людовик ограничивал полномочия высших коронных чинов.
Таким образом, если самому Людовику и не удалось подчинить крупных французских феодалов, то он создал все необходимые условия для того, чтобы это смог сделать его внук Филипп II Август.

### Личность
Личные качества Людовика VI традиционно описываются в позитивном ключе — во многом под влиянием его друга Сугерия, написавшего в 1144 году его первую биографию. Хронисты пишут о жизнелюбии и добродушии Людовика. Так, во время одного сражения, подвергаясь преследованию вражеского рыцаря, Людовик счёл необходимым напомнить ему, что не только в шахматах запрещено брать в плен короля. В то же время «некоторые люди находили его несколько простоватым». Вероятно, недальновидность и наивность Людовика были виной тому, что он, например, поддержал Генриха Боклерка, когда тот завоёвывал Нормандию в 1106 году, или пощадил Тома де Марля в 1115 году.
Мишенью для критики со стороны современников делало короля его физическое состояние. Отличаясь в молодости очень крепким телосложением, в зрелые годы Людовик стал жертвой ожирения, причиной которого считали его склонность к обжорству, хотя чрезмерной полнотой отличался к концу жизни и его отец Филипп I. Излишний вес монарха вызывал серьёзное беспокойство его советников, рекомендовавших Людовику воздерживаться от личного участия в военных походах.

## Семья

### Жёны и дети
- Помолвка или брак: (с 1104 года, аннулирован в 1107 году) Люсьенна де Рошфор (ок. 1088 — после 1137), дама де Креси, дочь Ги I Рыжего, графа де Рошфора-ан-Ивелин, и Елизаветы де Креси. Возможно, одна дочь:
  - Изабелла (ок. 1105 — до 1175); м — (с ок. 1119) Гийом I де Вермандуа, сеньор де Шомон, её кузен.

Обстоятельства помолвки или брака будущего Людовика VI с Люсьенной де Рошфор до конца неясны. Можно предполагать, что помолвка с Люсьенной была навязана наследнику короля Франции Рошфорами, одной из придворных партий, которая на тот момент достигла апогея своего могущества. Вскоре власть при дворе перешла к другой партии, Гарландам. Вследствие этого, а также возмущения знати против неравного брака, помолвка или брак с Люсьенной был аннулирован в 1107 году церковным собором в Труа. Существует также мнение, что брак Людовика с Люсьенной де Рошфор не был исполнен и следовательно ставится под сомнение существование дочери Изабеллы, а равно и её мужа Гийома де Вермандуа. Вскоре после аннулирования брака Люсьенна де Рошфор вступила в брак с сиром Гишаром III де Божё.
- Жена: (с 28 марта 1115 года, Париж) Адель Савойская (ок. 1100 — 18 ноября 1154), дочь графа Гумберта II Савойского и Гизелы Бургундской. Она имела настолько серьёзное влияние на государственные дела, что стала единственной королевой Франции, чьи годы правления указываются в источниках наряду с годами правления её мужа. После смерти Людовика она вышла замуж вторично, за Матье I де Монморанси. У Людовика и Адели было 9 детей:
  - Филипп Молодой (29 августа 1116 — 13 октября 1131), соправитель отца, коронован 14 апреля 1129 года.
  - Людовик VII (1120 — 18 сентября 1180), король Франции с 1137 года.
  - Генрих (1121 — 13 ноября 1175) — епископ Бове (1148—1162), затем архиепископ Реймса (1162—1175).
  - Гуго (ок. 1122, умер в младенчестве).
  - Робер I Великий (ок. 1123 — 11 октября 1188), граф де Дрё, основатель Дома де Дрё. От одного из его внуков Пьера (1191 — 22 июня 1250), женившегося на наследнице герцогства Бретани, ведёт начало линия герцогов Бретани, правившая с 1213 по 1491. Его последний прямой потомок и наследница герцогиня Анна Бретонская (25 января 1477 — 9 января 1514) вышла в 1491 году замуж за Карла VIII, короля Франции, после чего Бретань была присоединена (окончательно в 1531 году) к королевскому домену.
  - Пьер де Куртене (ок. 1126 — 10 апреля 1183), сеньор де Куртене, основатель второго дома Куртене, представители которого прославились во время Крестовых походов. Его сын Пьер (Пётр) и два внука Роберт и Балдуин II занимали (соответственно в 1217—1219, 1221—1228, 1237—1261 годах) престол Латинской (Константинопольской) империи, созданной крестоносцами на развалинах Византийской империи после IV Крестового похода.
  - Констанция Французская (ок. 1128—1180]; м1 — (с 1140 года) Эсташ IV (1127—1153), также Эсташ де Блуа, граф Булонский — без потомства; м2 — (с 1154 года) Раймунд V (1134—1194), граф Тулузский.
  - Филипп (ок. 1132/1133 — 1161), архидиакон в Париже.
  - дочь (умерла в младенчестве).

## В кино
Личность Людовика VI сегодня широко известна благодаря художественным фильмам режиссёра Жан-Мари Пуаре:
- Пришельцы (1993; Франция), в роли Людовика VI Дидье Пэн[фр.].
- Пришельцы 3: Революция (2016; Франция), в роли Людовика VI Патрик Декам[фр.].